# Roy D. Bridges
Pour les articles homonymes, voir Bridges.
Roy Dunbard Bridges Jr est un astronaute américain né le 19 juillet 1943.

## Vols réalisés
Il réalise un unique vol en tant que pilote, le 29 juillet 1985, à bord de la navette Challenger (STS-51-F).